# 福光久代
福光 久代（ふくみつ ひさよ、本名：森田 久代、1960年2月19日- ）は、日本の元陸上競技選手。女子走高跳の元日本記録保持者である。佐賀県東脊振村（現・吉野ヶ里町）出身。1984年ロサンゼルスオリンピック女子走高跳日本代表。

## 略歴
佐賀県立鳥栖高等学校1年生の時に国民体育大会で1学年上の八木たまみを初めて目にし、「雲の上の人」という印象を抱く。高校在学時代の八木には一度も勝てなかったが、目標として練習に励んだ。八木が高校を卒業した後の1977年の全国高等学校総合体育大会に1メートル (m)78センチ (cm)の記録で初優勝。
高校卒業後、静岡県の大昭和製紙に入社。1979年のアジア陸上選手権（東京）では銅メダル。1980年の第35回国民体育大会（栃の葉国体）で初めて八木に勝利する。同年10月、八木の持っていた記録を1cm更新する1m91cmの日本新記録を樹立。翌1981年のアジア陸上選手権（東京）では自己記録を更新する1m93のアジア新記録で優勝。1982年のニューデリーアジア大会では銀メダルを獲得した。
1984年ロサンゼルスオリンピックに日本代表として出場し、1m87cmで17位（予選落ち）であった。
現役時代、国民体育大会には10回出場し、うち3回が出身地の佐賀県、7回が勤務先のあった静岡県代表だった。
引退後は地元の佐賀県に在住。県の陸上大会で審判を務めたりしている。

## 成績

### 日本選手権
3回優勝（1980年、1982年、1984年）